# Бессрочный отпуск

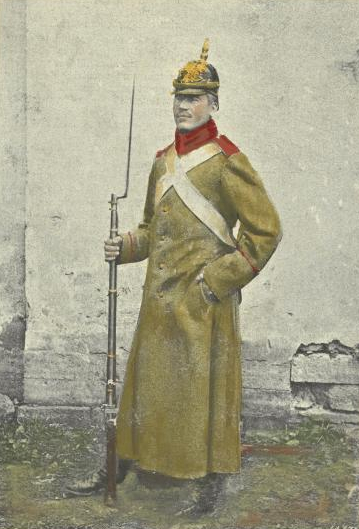
Русский солдат — рядовой в шинели и пикельхельме, 1862 год.

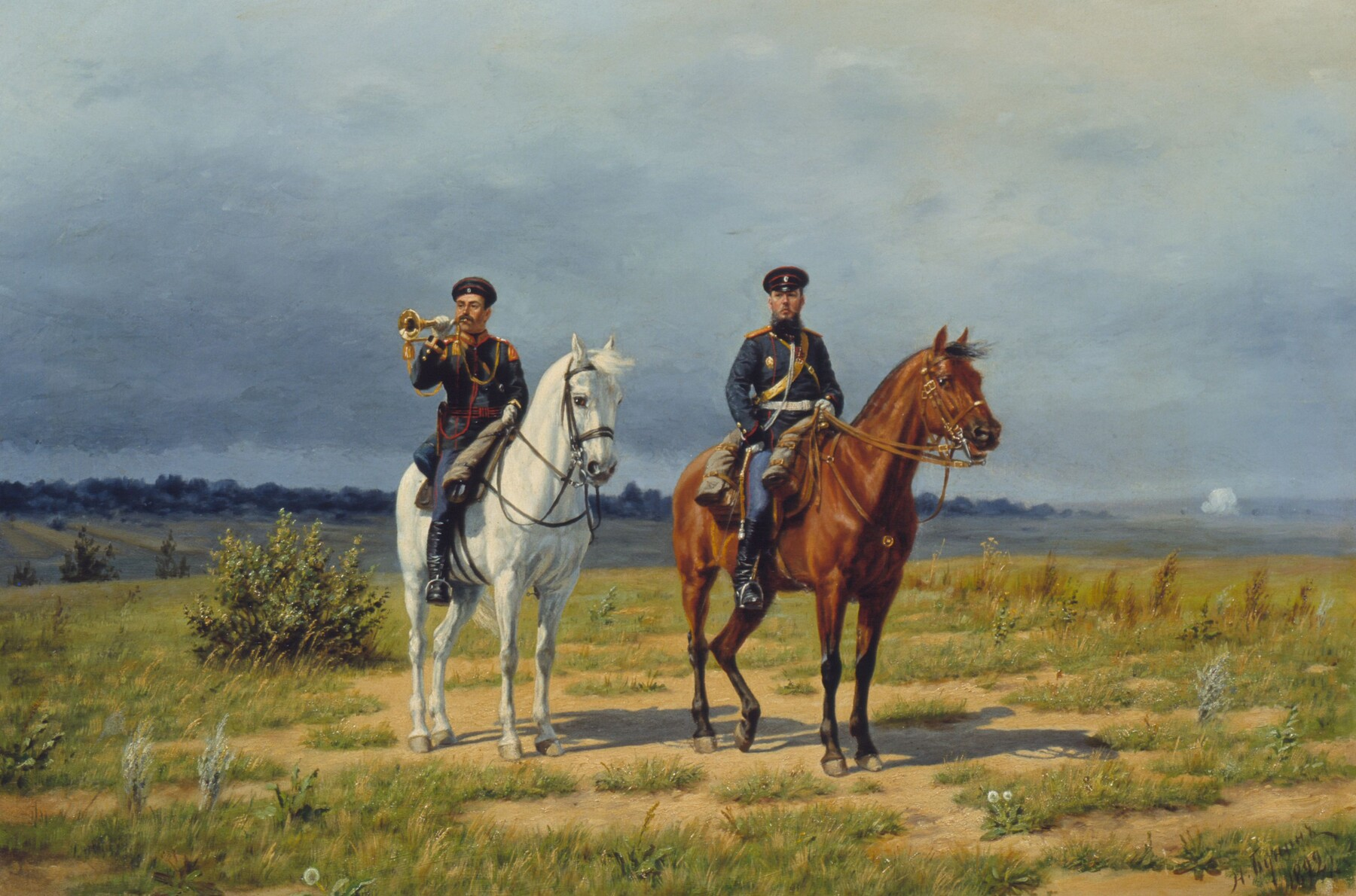
Капитан и штаб-трубач гвардейской конной артиллерии в поле на практических стрельбах. Военно-исторический музей артиллерии, инженерных войск и войск связи.

Бессрочный отпуск — особый вид прохождения военной службы в Русских гвардии, армии, флоте и других формированиях Вооружённых сил Российской империи. 
Бессрочный отпуск нижних чинов практиковался до введения всеобщей воинской повинности, в 1874 году, и представлял, по существу, то же самое, что и увольнение в запас.

## История
Бессрочный отпуск нижних чинов был Высочайше учреждён в 30-х годах XIX века, и начал практиковаться в армии с 1834 года, во флоте с 1836 года, в то время, когда существовали ещё весьма продолжительные сроки действительной службы для них в 22 года для гвардии (лейб-гвардии) и 25 лет для армии. 
Учреждение бессрочных отпусков в Вооружённых силах России преследовало две основные цели:
- первая состояла в том, чтобы для облегчения государственных расходов уменьшить наличное число чинов, находящихся на действительной военной службе, не расстраивая при этом основного состава гвардии, армии, флота и других формирований в военное время;
- вторая была в том, чтобы, сократив срок действительной службы солдат, дать им возможность возвращаться на родину в летах, еще не преклонных, быть полезными в своих семействах и иметь возможность продолжить свой род[5].

Первоначально было указано что в бессрочный отпуск увольнять нижних чинов (кроме некоторых нестроевых, обязанных отслуживать полный срок), прослуживших беспорочно 20 лет, то есть за два (в гвардии) или за пять лет (в армии) до чистой отставки.
После Крымской войны, в 1856 году срок этот был уменьшен до 15 лет, в 1859 году — до 12 лет, а в 1868 году — до 10 лет.
Нижние чины числящиеся в бессрочном отпуске, в случае надобности, могли быть вновь призваны на военную службу из него, для пополнения численности войск и сил, до штатов военного времени или до боевого штата формирования, основательно обученными людьми, во время повторительного обучения или сбора. Для обратного призыва в вооружённые силы все отпускные были разделены на два разряда:
- комплектных (старших сроков службы), которые призывались только для пополнения частей до штатов военного времени (при мобилизации);
- сверхкомплектных (младших сроков), предназначенных для пополнения текущей убыли в рядах ВС.

Также бессрочным отпуском могли пользоваться и офицеры на основании особых правил. 
Законоположения о бессрочном отпуске неоднократно подвергались различным видоизменениям сообразно переменам в организации гвардии, армии, флота и других формирований и вновь возникавшим требованиям времени. 
С введением в 1874 году общей воинской повинности бессрочный и временный отпуск были оставлены на прежних основаниях лишь для поступивших по рекрутским наборам; нижние же чины, принятые на службу по Уставу о воинской повинности, взамен того стали увольняться в запас. 
Для офицеров бессрочный отпуск был отменен в 1865 году.